# Mark McGwire
Mark David McGwire (Pomona, 1º ottobre 1963) è un allenatore di baseball ed ex giocatore di baseball statunitense.
Ha giocato la maggior parte della sua carriera in Major League Baseball con gli Oakland Athletics e ha terminato la sua carriera con i St. Louis Cardinals.
Detenne il record di fuoricampo battuti in una sola stagione dal 1998 al 2001, con i 70 home run battuti nella stagione 1998. Il record venne superato nel 2001 da Barry Bonds, che colpì 73 fuoricampo. Attualmente detiene la seconda posizione della classifica, primo dei battitori destri.

## Carriera

### Inizi e Minor League

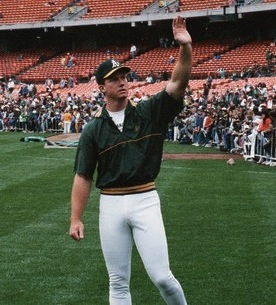
McGwire con gli Athletics nel 1989

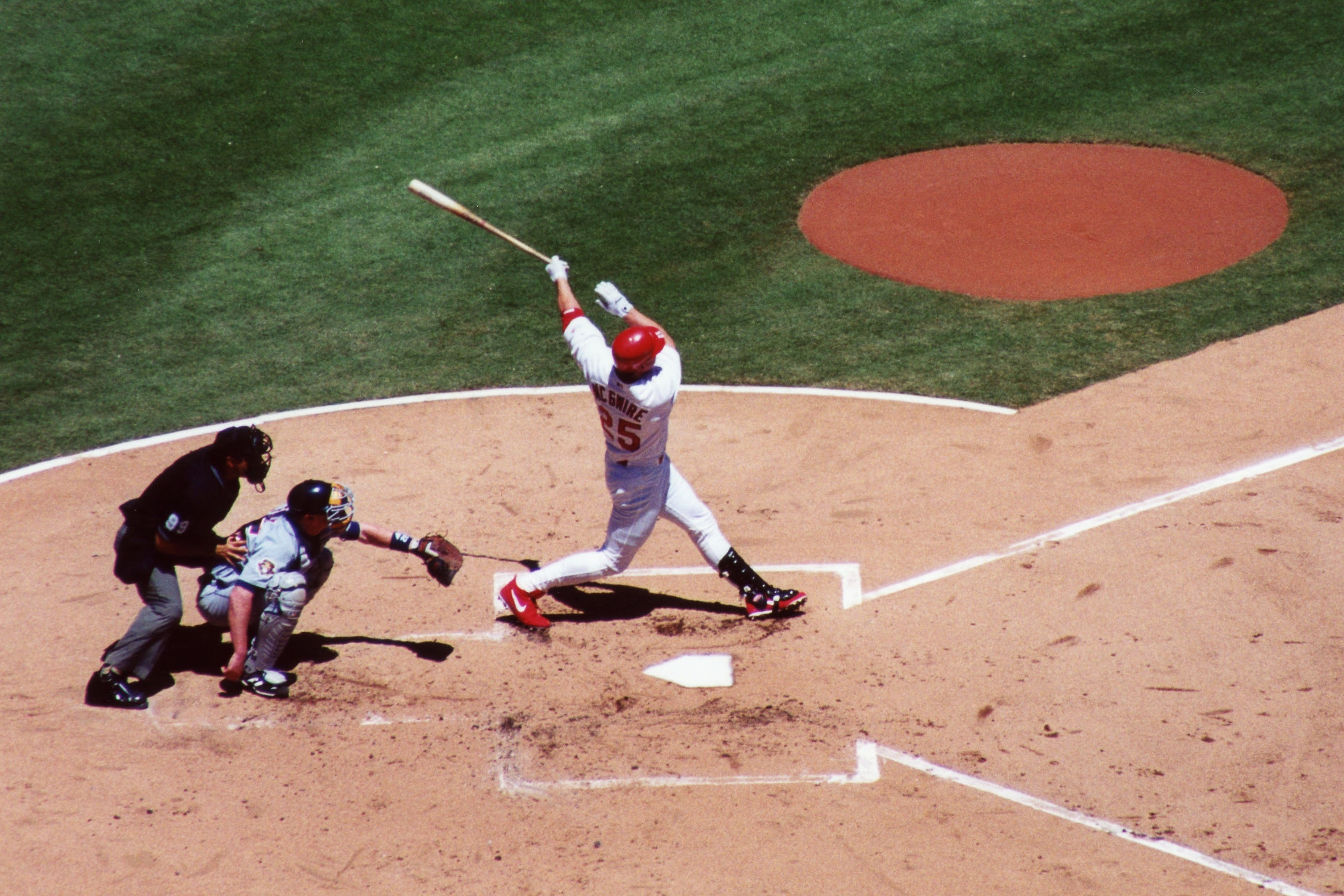
McGwire mentre batte un fuoricampo nel 2001

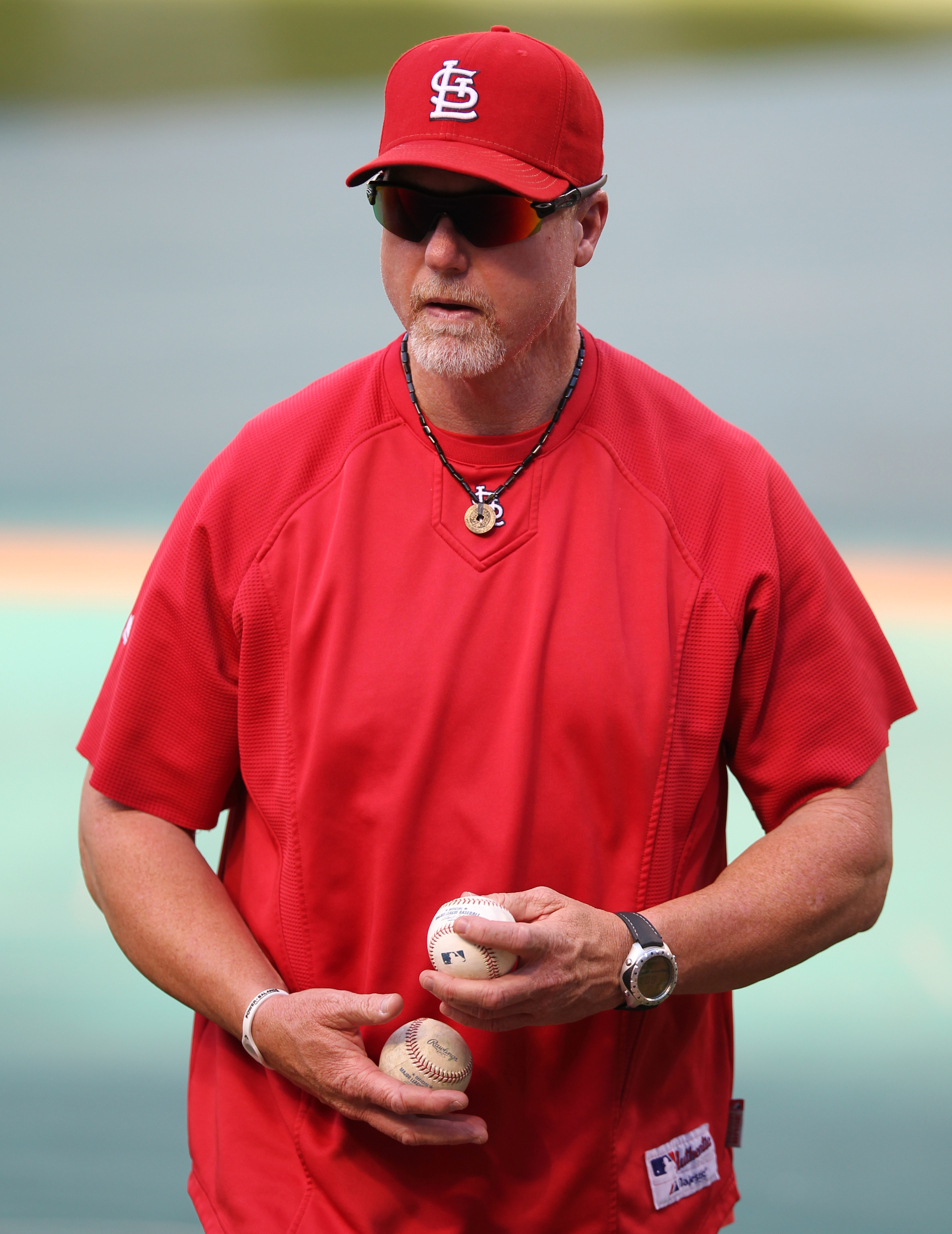
McGwire nel 2011

McGwire frequentò la Damien High School di La Verne, California e da lì venne selezionato la prima volta, nell'ottavo turno del draft MLB 1981, dai Montreal Expos. Non firmò e si iscrisse alla University of Southern California di Los Angeles. Entrò nel baseball professionistico quando venne selezionato la seconda volta, nel primo turno come decima scelta assoluta del draft 1984, dagli Oakland Athletics. Venne assegnato nella classe A, dove passò le stagioni 1984 e 1985.

### Major League
Debuttò in MLB il 22 agosto 1986, allo Yankee Stadium di New York City, contro i New York Yankees. Il 24 agosto, sempre contro gli Yankees, colpì le prime tre valide, e il 25 agosto, contro i Tigers, batté il primo fuoricampo. 
Concluse la stagione con 18 partite disputate nella MLB e 133 disputate nella minor league, tra la Doppia-A e la Tripla-A.
Nel luglio 1987 venne convocato per il suo primo All-Star Game. Al termine della stagione 1987 venne nominato esordiente dell'anno dell'American League oltre a finire come capoclassifica della MLB per numero di fuoricampo.
Nel 1990 venne premiato con il primo e unico Guanto d'oro vinto in carriera.
Conclusa la stagione 1992, venne premiato il suo primo Silver Slugger Award. Divenne free agent il 26 ottobre 1992, firmando nuovamente con gli Athletics, il 24 dicembre dello stesso anno.
Il 31 luglio 1997, gli Athletics scambiarono McGwire con i St. Louis Cardinals per Eric Ludwick, T.J. Mathews e Blake Stein.
L'8 settembre 1998, McGwire colpì il suo 62º home run stagionale, battendo il record di fuoricampo battuti in una sola stagione, registrato da Roger Maris nel 1961. I suoi avversari furono Ken Griffey Jr., che chiuse a 56 HR, e Sammy Sosa, che chiuse a 66 HR. McGwyre alla fine realizzò un totale di 70 HR.
McGwire annunciò il ritiro l'11 novembre 2001.

## Carriera da allenatore
Nel 2010 i Cardinals assunsero McGwire per allenare i battitori della squadra. Nel 2013 passò ai Los Angeles Dodgers, in cui svolse lo stesso ruolo.
Nel 2016, McGwire venne ingaggiato dai San Diego Padres, come assistente allenatore. Rimase con i Padres fino alla stagione 2018.

## Uso di steroidi
In un articolo del 1998 della Associated Press, McGwire ammise di aver assunto androstenedione, un prodotto da banco per il potenziamento muscolare, già vietato dalla World Anti-Doping Agency (WADA), dalla National Football League (NFL) e dal Comitato Olimpico Internazionale (CIO). All'epoca, tuttavia, nella Major League Baseball l'uso di tale sostanza non era proibito, e solo nel 2004 l'androstenedione fu classificato come steroide anabolizzante a livello federale negli Stati Uniti d'America.

## Palmares

### Club
- World Series: 2

Oakland Athletics: 1989
St. Louis Cardinals: 2011 (allenatore battitori)

### Individuale
- Esordiente dell'anno dell'American League - 1987
- MLB All-Star: 12

1987-1992, 1995-2000
- Silver Slugger Award: 3

1992, 1996, 1998
- Guanto d'oro: 1

1990
- Capoclassifica della MLB in fuoricampo: 4

1987, 1996, 1998, 1999
- Capoclassifica della National League in punti battuti a casa: 1

1999
- Giocatore del mese: 6

AL: giugno 1996
NL: settembre 1997, aprile, maggio e settembre 1998, luglio 1999
- Giocatore della settimana: 10

AL: 28 giugno 1987, 9 aprile 1989, 12 aprile 1992, 9 maggio 1993, 11 giugno 1995
NL: 17 agosto 1997, 5 aprile, 24 maggio e 27 settembre 1998, 8 agosto 1999
- Major League Baseball All-Century Team
- St. Louis Cardinals Hall of Fame

### Nazionale
- Giochi olimpici:  Medaglia d'Argento

Team USA: 1984
- Giochi panamericani:  Medaglia di Bronzo

Team USA: 1983
- Coppa intercontinentale di baseball:  Medaglia di Argento

Team USA: 1983